# Palpita aureolina
Palpita aureolina là một loài bướm đêm trong họ Crambidae.